# プルデンシャル ジブラルタ ファイナンシャル生命保険

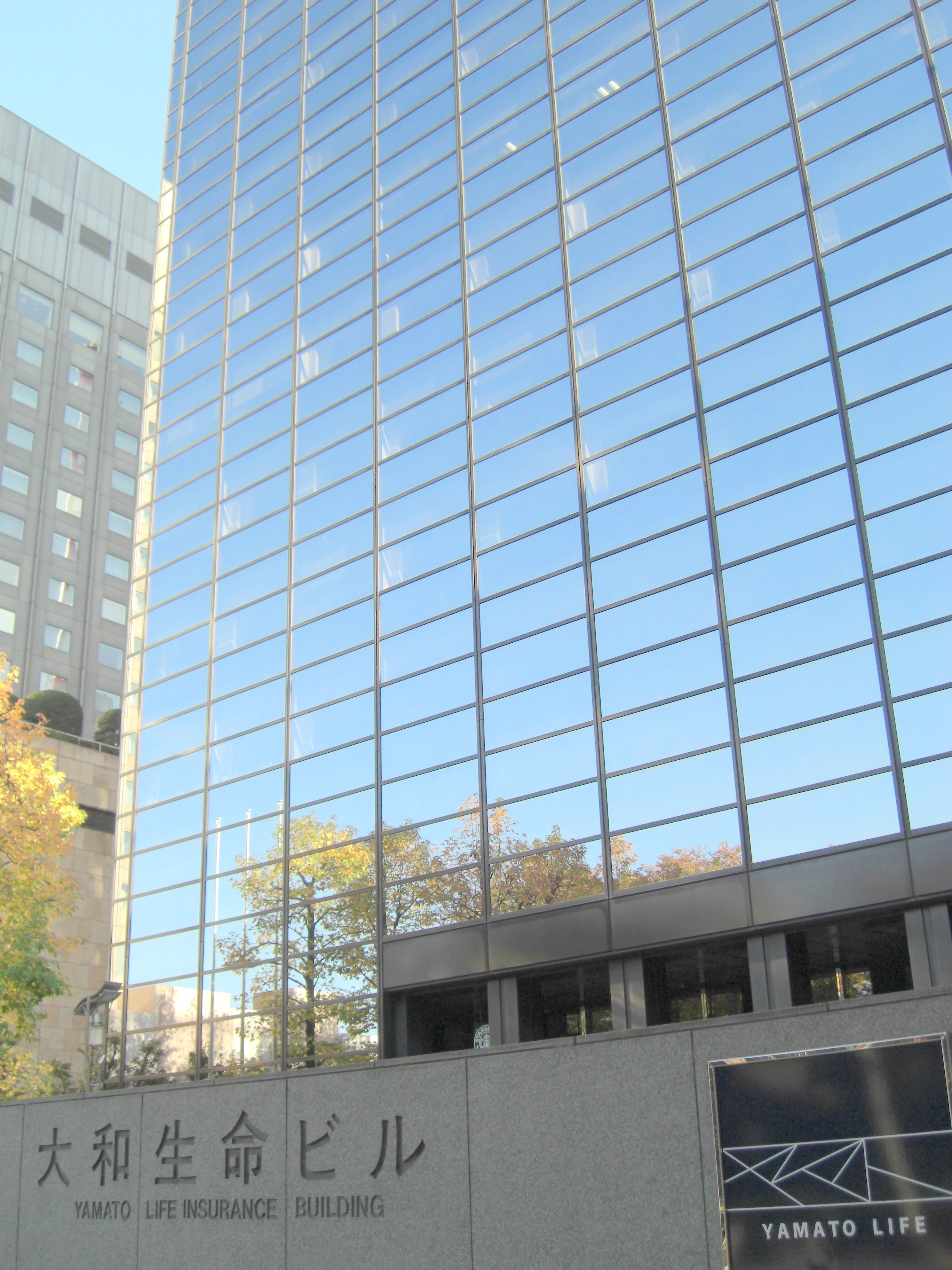
大和生命保険本社（現 日比谷U-1ビル）

プルデンシャルジブラルタファイナンシャル生命保険株式会社（プルデンシャルジブラルタファイナンシャルせいめいほけん、英称：The Prudential Gibraltar Financial Life Insurance Co., Ltd.）は、日本の生命保険会社である。事業の特色として銀行窓口販売（バンカシュランス）を主事業としており、ジブラルタ生命を親会社に持つ。
旧・大和生命保険の通称は誤読防止を兼ね「ヤマト生命」。本社は、東京都千代田区内幸町の鹿鳴館跡地にあった。

## 概要
2002年（平成14年）4月1日に、あざみ生命保険株式会社が、大和生命保険相互会社（以下、旧大和生命保険）を合併して発足した。株式会社が相互会社を吸収合併する形ではあったが、合併後の商号を「大和生命保険株式会社」としたことや、合併の経緯から見て、この合併について事実上の旧大和生命保険の株式会社化と評されることもある。
他の生命保険会社に比べて、リスクの高い投資が多かったことから、2008年（平成20年）の世界的な経済危機の影響を受けて、2008年9月の中間決算で114億円の債務超過となる見通しとなり、10月10日に東京地方裁判所に対し会社更生法及び更生特例法に基づく更生手続の開始が決定した。最終的に債務超過額は643億まで膨らんだが、2009年4月に、米国プルデンシャル・グループのジブラルタ生命が69億円を出資して完全子会社化し、プルデンシャル ファイナンシャル ジャパン生命保険に商号変更する更生計画が認可された。2009年6月1日に更生手続が終結し、2010年8月2日より正式に営業を開始した。2011年1月末現在、21の金融機関（銀行）が同社商品の窓口販売を行っている。
2010年（平成22年）4月1日、資本関係を明確化することを目的にプルデンシャルジブラルタファイナンシャル生命保険に商号変更した。
2011年（平成23年）2月1日にはプルデンシャル・ファイナンシャルグループが、AIGグループからAIGエジソン生命保険とAIGスター生命保険を買収したが、現在の計画では両社の銀行窓販チャネルについては同社へ移管・統合される予定である。
2013年4月からは、「PGF生命」を社名の略称として使用している。
日本国内の主要銀行へ出向して、銀行窓口での生命保険販売や、銀行員への保険販売の教育・指導などを行うインシュランスプランナー（IP）の多くは、グループ会社であるプルデンシャル生命保険出身のライフプランナーが大多数を占める。

## 大和生命保険相互会社
- 1911年（明治44年）9月 - 日本徴兵保険株式会社設立（京橋区桶町）。創立者兼社長は千代田生命保険社長の門野幾之進[6][7][8]。徴兵保険を扱う会社としては第一徴兵保険に次ぐ早い設立で[9]、結婚の生存保険も扱ったことから1912年に「日本徴兵生存保険」に改称[10][11]。社長は1918年に門野から室田義文に代わり[10][12]、実務は創立時より専務の足立荘（1936年より社長）が、実権は筆頭株主4社（共同保全、内国貯金銀行、日本不動産、浜松銀行）の経営者で1918年より取締役に入った前山久吉が握っていた[9][13]。監査役に益田信世[10]。1941年に前山の養嗣子・前山宏平が社長に就任[12]。
- 1913年（大正2年）4月 - 金光庸夫が大正生命保険を創立（2001年3月あざみ生命保険に包括移転、2002年4月大和生命保険相互会社と合併）
- 1945年（昭和20年）10月 - 日本徴兵生存保険が大和生命株式会社に改称。前山宏平が引き続き社長に就任（1971年まで）[12]。
- 1947年（昭和22年）10月 - 大和生命保険相互会社に組織変更。
- 2001年（平成13年）
  - 2月21日 - ソフトバンク・ファイナンスと折半出資で、大正生命保険の受け皿会社となる「あざみ生命保険株式会社」を設立。
  - 7月1日 - あざみ生命保険に、当社の新規契約業務の営業譲渡および業務及び財産の管理を委託。
- 2002年（平成14年）4月1日 - あざみ生命保険株式会社を存続会社として合併し、消滅会社となる。

### 大和生命保険株式会社
- 2001年（平成13年）2月20日 - あざみ生命保険株式会社設立。
- 2002年（平成14年）4月1日 - 同社を存続会社として大和生命保険相互会社と合併、同時に商号を大和生命保険株式会社に変更。
- 2005年（平成17年）6月 - 中園武雄が代表取締役社長就任。
- 2008年（平成20年）10月10日 - 東京地裁に対し会社更生法及び更生特例法に基づき更生手続開始の申し立て。同日、同開始決定。

### プルデンシャルファイナンシャルジャパン生命保険
- 2009年（平成21年）4月30日 - 東京地裁が、更生計画認可決定。プルデンシャルファイナンシャルジャパン生命保険株式会社に商号変更し、ジブラルタ生命保険株式会社の子会社となる[14]。
- 2009年（平成21年）5月26日 - 更生計画認可決定が確定。
- 2009年（平成21年）6月1日 - 東京地裁が更生手続終結決定。業務を再開。

### プルデンシャルジブラルタファイナンシャル生命保険
- 2010年（平成22年）4月1日 - プルデンシャルジブラルタファイナンシャル生命保険株式会社に商号変更。
- 2010年（平成22年）8月2日 - 新契約の取り扱いを開始。
- 2024年（令和6年）11月1日 - グループ企業のプルデンシャル生命保険と生命保険募集代理店委託契約が締結され、当社の米国ドル建個人年金保険を「インデックス年金PGF」のペットネームで同社を通じての販売を開始[15]。